# The Habit of Happiness
The Habit of Happiness é um filme mudo estadunidense de 1916, do gênero comédia, dirigido por Allan Dwan.